# Ha-ha (comediante)
Ha Dong-hoon (en hangul, 하동훈; Berlín, Alemania, 20 de agosto de 1979), más conocido como Haha (en hangul, 하하), es un comediante, cantante y rapero surcoreano, conocido por aparecer en el exitoso programa Running Man y en el programa Infinite Challenge.

## Biografía
Es hijo de la escritora Kim Oak-jeong, tiene una hermana: la pianista Ha Jyu Ri.
Es muy buen amigo de sus compañeros de Running Man (junto a Kim Jong-kook son conocidos como los "Running Man Brothers"), también es amigo del cantautor Jung Yong Hwa.
El 15 de agosto de 2012 anunció que se casaría con su novia la cantante surcoreana Kim Go-eun, más conocida como Byul, la pareja se casó el 30 de noviembre del mismo año. El 9 de julio de 2013 le dieron la bienvenida a su primer hijo, Ha Dream. En 2016 la pareja anunció que estaban esperando a su segundo bebé. El 22 de marzo de 2017 le dieron la bienvenida a su segundo hijo, Ha Soul. A finales de diciembre del 2018 se anunció que la pareja estaba esperando a su tercer bebé y finalmente el 15 de julio de 2019 le dieron la bienvenida a su primera hija Ha Song (Song Yi).
El 12 de febrero de 2022 su agencia que había dado positivo por COVID-19, por lo que estaba tomando las medidas necesarias para recuperarse.

## Carrera

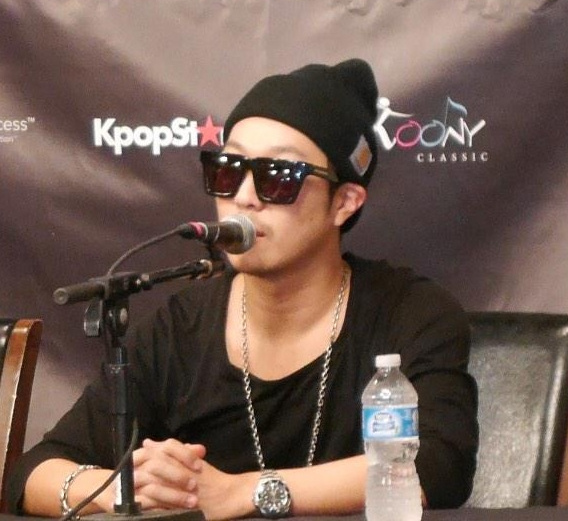
Ha-ha en la conferencia de prensa del Running Man Bros US Tour (Dallas, 2014-11-4)

Es miembro de la agencia Quan Entertainment.
En diciembre del 2005 se unió como copresentador del programa Infinite Challenge, hasta marzo del 2008 después de que se tuviera que retirar para cumplir con su servicio militar obligatorio, sin embargo en marzo del 2010 Ha-ha regresó al programa como copresentador y desde entonces aparece.
En 2010 se unió al elenco principal del exitoso programa de televisión surcoreano Running Man (también conocida como "Leonning maen") donde aparece hasta ahora. En el programa también es conocido como "Haroro", debido a su parecido a Pororo, el pequeño pingüino del programa de televisión coreano "Pororo the Little Penguin".
En 2014 junto a Kim Jong-kook, formó un dueto musical y realizaron una gira de conciertos en los Estados Unidos de julio a diciembre del mismo año.
En agosto del 2017 se anunció que se uniría a Kim Jong-kook y juntos apareceríanen el nuevo programa de variedades Big Picture a principios de septiembre del mismo año.
En agosto del 2018 apareció como invitado especial en un episodio de la serie Lovely Horribly donde interpretó al exnovio de Eul Soon (Song Ji-hyo).

## Filmografía

### Apariciones en programas y presentador
| Año                       | Programa                                                 | Notas                                                                             |
| ------------------------- | -------------------------------------------------------- | --------------------------------------------------------------------------------- |
| 2021-presente             | Running Man: The One Having Fun is Above the One Running | miembro                                                                           |
| 2021-presente             | Bottom Duo                                               | miembro                                                                           |
| 2021-presente             | Doo-Tap Nom                                              | miembro                                                                           |
| 2021-presente             | Quizmon                                                  | miembro                                                                           |
| 2021-presente             | The Playlist                                             | miembro                                                                           |
| 2021-presente             | Crazy Recipe Adventure                                   | miembro                                                                           |
| 2019-presente             | Eye Contact                                              | (ep. #13 - presente) - presentador (ep. #6, 9) - presentador invitado             |
| 2010-presente             | Running Man                                              | 479 episodios                                                                     |
| 2022                      | DoReMi Market (Amazing Saturday)                         | (ep. #194) - invitado                                                             |
| 2021                      | Chick High Kick                                          | 12 episodios - miembro                                                            |
| 2021                      | The Return of Superman                                   | (ep. #363-382) - narrador                                                         |
| 2020                      | Holy Moly                                                | miembro                                                                           |
| 2020                      | Delivery Food Grounds                                    | (ep. #7) - invitado                                                               |
| 2020                      | Buddy into the Wild                                      | invitado                                                                          |
| 2020                      | Crazy Noodle Recipe                                      | miembro                                                                           |
| 2020                      | Career Counseling                                        | miembro                                                                           |
| 2020                      | Close Friends                                            | miembro - junto a Kim Jong-min                                                    |
| 2020                      | Show!terview with Jessi                                  | (ep. #7, 30) - invitado                                                           |
| 2020                      | Most Normal Family (Family Growth Solution)              | co-presentador - junto a Jang Sung-kyu y Han Go-eun                               |
| 2019-2020                 | We Play                                                  | miembro                                                                           |
| 2019-2020                 | Rewind                                                   | miembro - (líder de equipo)                                                       |
| 2019                      | Secret Planning Team                                     | miembro                                                                           |
| 2019                      | How Do You Play?                                         | (ep. #1-2, 43, 69) - invitado                                                     |
| 2019                      | Earthian Live                                            | miembro                                                                           |
| 2017-2019                 | Big Picture                                              | 317 episodios - miembro - junto a Kim Jong-kook                                   |
| 2017-2018                 | Everybody is Dating Except Me                            | co-presentador                                                                    |
| 2018                      | Video Star                                               | invitado - junto a Byul y Skull                                                   |
| 2005-2008, 2010-2018 2005 | Infinite Challenge                                       | miembro y presentador 2 episodios (Ep. 7 y 35) - invitado                         |
| 2018                      | Mom's Diary: My Ugly Duckling (My Little Old Boy)        | (Ep. #74) - invitado - junto a Kim Ok-jung                                        |
| 2018                      | My Brain-fficial                                         | invitado - (Ep. #5)                                                               |
| 2017                      | Temporary Idols                                          |                                                                                   |
| 2017                      | Radio Star                                               | (Ep. #529) invitado                                                               |
| 2017                      | I Can See Your Voice 4                                   | (Ep. #2) invitado - junto a Skull                                                 |
| 2017                      | Human Documentary People is Good                         | invitado                                                                          |
| 2010-2014, 2017           | Happy Together                                           | 8 episodios - (Ep. #148, 214, 244, 270, 311, 331, 485) - invitado                 |
| 2017                      | Secret Variety Training Institute                        | junto a Noh Hong-chul - co-presentador                                            |
| 2017                      | High School Rapper                                       | 8 episodios (Ep. #1-8) - junto a Jeong Jun-ha - co-presentador                    |
| 2016-2017                 | Talk Road                                                | (Ep. #1-24) - junto a You Hee-yeol - co-presentador                               |
| 2016                      | Two Yoo Project Sugar Man                                | (Ep. #25) - junto a Minah y Skull - invitado                                      |
| 2016                      | Battle Trip                                              | 2 episodios (Ep. #5-6) - participante                                             |
| 2016                      | XTM Rebound                                              | participante                                                                      |
| 2016                      | Same Bed, Different Dreams                               | (Ep. #37) - invitado especial                                                     |
| 2015, 2016                | Hurry Up, Brother                                        | 2 episodios (Ep. #1.05 y #4.05) - invitado                                        |
| 2015                      | Law of the Jungle: Hidden Kingdom Special                | miembro - (Ep. #175-177)                                                          |
| 2015                      | Ya Man TV                                                | 24 episodios - (Ep. #1-24) - presentador                                          |
| 2015                      | Healing Camp                                             | (Ep. #175) - invitado - junto a Byul                                              |
| 2015                      | Invisible Man                                            | 12 episodios - (Ep. #1-12)                                                        |
| 2014                      | Non-Summit (Abnormal Summit)                             | (ep. #5) - invitado - junto a Skull                                               |
| 2013                      | Moonlight Prince                                         | (ep. #4) - invitado                                                               |
| 2013                      | The Genius                                               | (ep. #1.5) - invitado                                                             |
| 2012-2013                 | Porridge Making Woman, Undying Man                       | junto a Kim Ok-jung - co-presentador                                              |
| 2012-2013                 | Ha-ha's 19TV Mutiny                                      | presentador                                                                       |
| 2012                      | Hello Counselor                                          | 2 episodios (ep. #67 y 87) - invitado                                             |
| 2015 2012, 2013           | You Hee-yeol's Sketchbook                                | interpretó "Summer Night OST" junto a Skull 4 episodios (ep. #138, 145, 156, 193) |
| 2012                      | Weekly Idol                                              | 3 episodios (ep. #37-38, #55)                                                     |
| 2012                      | Go Show                                                  | 2 episodios (ep. #4-5)                                                            |
| 2010                      | Ha-haMong Show                                           | co-presentador - junto a MC Mong                                                  |
| 2007-2008                 | Happy Shares Company                                     | co-presentador                                                                    |
| 2008 2006-2008            | Music Bank                                               | interpretó "You're My Destiny" co-presentador                                     |
| 2005-2007                 | X-Man                                                    | miembro                                                                           |
| 2002-2003, 2006           | Nonstop                                                  | miembro                                                                           |
| 2002-2003                 | What's up YO!                                            | co-presentador - junto a MC Mong                                                  |

### Series de televisión

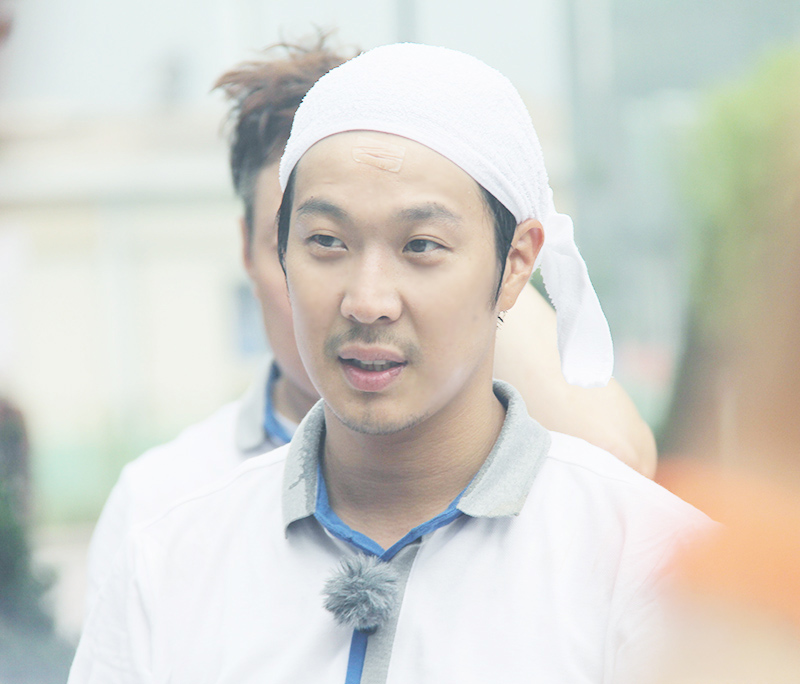
Ha-ha en el 2014.

| Año  | Título                      | Personaje               | Notas                      | Ref.   |
| ---- | --------------------------- | ----------------------- | -------------------------- | ------ |
| 2023 | My Dearest                  | Granjero                | Aparición especial, ep. 12 | [ 19 ] |
| 2021 | So Not Worth It             | Cliente del Restaurante | Aparición especial, ep. 1  |        |
| 2018 | Lovely Horribly             | exnovio de Eul Soon     | Aparición especial         |        |
| 2016 | The Girl Who Sees Smells    | Ha-ha                   | Aparición especial, ep. 1  |        |
| 2007 | Lee San, Wind of the Palace | Oficial Público         | Aparición especial         |        |

### Películas
| Año  | Título                                 | Personaje       | Notas |
| ---- | -------------------------------------- | --------------- | ----- |
| 2016 | Life Risking Romance                   | -               | -     |
| 2015 | MBC Chuseok Movie Special: Begin Again | Dan Mulligan    | -     |
| 2007 | Happily N'Ever After                   | Mambo           | -     |
| 2007 | The Friends                            | Halibut         | -     |
| 2006 | Holy Daddy                             | Ha Dong-hoon    | -     |
| 2006 | Who Slept with Her?                    | Ahn Myeong-seop | -     |
| 2006 | My Boss, My Teacher                    | Jin Soo         | -     |
| 2005 | Love in Magic                          | Park Dong-sun   | -     |

### Apariciones en videos musicales
| Año  | Artista / Grupo | Canción                       | Notas                                      |
| ---- | --------------- | ----------------------------- | ------------------------------------------ |
| 2017 | Turbo           | "Hot Sugar"                   | -                                          |
| 2015 | Jinusean        | "Tell Me One More Time"       | -                                          |
| 2014 | Park Ji-yoon    | "Beep"                        | -                                          |
| 2013 | PSY             | "Gentleman"                   | junto a los miembros de Infinite Challenge |
| 2012 | Geeks & Soyou   | "Officially Missing You, Too" | -                                          |
| 2011 | Leessang        | "Kyuksantawoo"                | -                                          |

### Presentador
| Año  | Evento                             | Notas                    |
| ---- | ---------------------------------- | ------------------------ |
| 2021 | 2021 MAMA (2021 Mnet Music Awards) | presentador de categoría |

## Premios y nominaciones
El programa ha recibido más de 44 premios y 59 nominaciones.
| Año  | Categoría                                              | Premio                       | Programas            | Resultado |
| ---- | ------------------------------------------------------ | ---------------------------- | -------------------- | --------- |
| 2021 | Best Character Award                                   | MBC Entertainment Awards     | -                    | Ganó      |
| 2021 | Best Couple (junto a Yoo Jae-suk y Lee Mi-joo)         | MBC Entertainment Awards     | How Do You Play?     | Ganaron   |
| 2020 | Top Excellence Award (Show/Variety)                    | SBS Entertainment Award      | Running Man          | Ganó      |
| 2019 | SBS Entertainer Award                                  | 2019 SBS Entertainment Award | Running Man          | Ganó      |
| 2018 | Best Teamwork                                          | 12th SBS Entertainment Award | Running Man (elenco) | Ganó      |
| 2016 | Top Excellence Award - Variety Show                    | 10th SBS Entertainment Award | Running Man          | Ganó      |
| 2015 | High Excellence for Variety Show Male                  | 15th MBC Entertainment Award | Infinite Challenge   | Ganó      |
| 2014 | PD Award                                               | 14th MBC Entertainment Award | Infinite Challenge   | Ganó      |
| 2013 | Male Outstanding Award                                 | 7th SBS Entertainment Award  | Running Man          | Ganó      |
| 2013 | Viewer's Most Popular (junto al elenco de Running Man) | 7th SBS Entertainment Award  | Running Man          | Ganaron   |
| 2011 | Best Entertainer Award: Variety Category               | 5th SBS Entertainment Award  | Running Man          | Ganó      |
| 2006 | Distinguished Male Award                               | 6th MBC Entertainment Award  | Infinite Challenge   | Ganó      |